# 膜萼花
膜萼花（学名：Petrorhagia saxifraga）是石竹科膜萼花属的植物。分布在欧洲、亚洲以及中国大陆的新疆等地，生长于海拔700米至1,500米的地区，目前尚未由人工引种栽培。

## 别名
洋石竹（华北经济植物志要）